# Pomponio Cecci
Pomponio Cecci (Roma 1500 - Roma, 4 de agosto de 1542) foi um cardeal do século XVI.

## Nascimento
Natural de Roma 1500, estudou ciências , filosofia e astronomia .
Em 12 de agosto de 1538 foi eleito bispo de Orte e Civita Castellana . Foi transferido para a Diocese de Nepi-Sutri em 24 de novembro de 1539. Também serviu como Vigário Geral de Roma de 1540 a 1542.
O Papa Paulo III nomeou-o cardeal sacerdote no consistório de 2 de junho de 1542. Ele recebeu o chapéu vermelho e a igreja titular de San Ciriaco alle Terme Diocleziane em 12 de junho de 1542.
Ele morreu em Roma em 4 de agosto de 1542. Está sepultado na capela da família na Arquibasílica de São João de Latrão.